# Urzica (gmina)
Urzica – gmina w Rumunii, w okręgu Aluta. Obejmuje miejscowości Stăvaru i Urzica. W 2011 roku liczyła 2283 mieszkańców.